# Sasha Grey
Sasha Grey, właśc. Marina Ann Hantzis (ur. 14 marca 1988 w Sacramento) – amerykańska aktorka, modelka i pisarka, wcześniej aktorka pornograficzna.

## Życiorys

### Wczesne lata
Urodziła się i wychowała w Sacramento w rodzinie robotniczej pochodzenia angielskiego, greckiego, polskiego, irlandzkiego i szkockiego. Jej matka pracowała w Kalifornii, a jej ojciec był mechanikiem. Ojciec był Greko-Amerykaninem, podczas gdy matka miała pochodzenie irlandzko-polskie. Jej rodzice rozwiedli się, gdy miała pięć lat, a następnie była wychowywana przez matkę, która ponownie zawarła związek małżeński w roku 2000. Jej ojciec zmarł w czerwcu 2015.
Sasha uczyła się w Highlands High w North Highlands, w Kalifornii. W kolegium uczęszczała na zajęcia z aktorstwa, tańca i filmoznawstwa. W 2005 zdecydowała się zostać aktorką filmów dla dorosłych. Po domowej nauce udało jej się skończyć szkołę rok wcześniej, następnie pracowała jako kelnerka w lokalnym barze w Sacramento.

### Kariera w branży porno
W maju 2006, po osiągnięciu pełnoletniości, przeniosła się do Los Angeles i zaczęła pojawiać się w filmach pornograficznych. Początkowo występowała pod nazwiskiem Anna Karina, po duńskiej aktorce kojarzonej z francuską Nową Falą. Imię „Sasha” zostało zaczerpnięte od niemieckiego multiinstrumentalisty Saschy Konietzko z zespołu KMFDM, a nazwisko „Grey” od tytułowego bohatera powieści Oscara Wilde’a Portret Doriana Graya.
Pierwszą sceną, w której brała udział, była orgia z Rocco Siffredim i innymi do filmu Johna Stagliano The Fashionistas 2 (2006). Podczas tej sceny zaszokowała swych kolegów z planu prośbą, by Siffredi bił ją po brzuchu. W wywiadzie z „Porn Valley News”, Grey zapewnia, że podczas seksu lubi „dużo brzydkich gadek… im bardziej psychologicznych, tym lepiej” (a Lot of Dirty Talk… the More Psychological the Better.) Specjalizowała się w seksie analnym i – jak jej idolka Belladonna – w rolach uległych i upokarzanych kobiet, np. w Fuck Slaves (2006). 
W listopadzie 2006 została opisana na łamach magazynu pornograficznego „Los Angeles”, który wyraził troskę o jej wybory, ale także uznał ją za potencjalną główną gwiazdę, być może nową Jennę Jameson. W grudniu 2006 udzieliła wywiadu w programie The Insider. Wystąpiła także w The Tyra Banks Show. W 2007 odebrała dwie nagrody AVN Awards za Fuck Slaves (2006) i za scenę grupową w Fashionistas Safado: The Challenge (2006). Była także nominowana za najlepszy debiut (Best New Starlet). W maju 2007 otrzymała jednak podobną nagrodę od X Rated Critics Organization. W lipcu 2007 została wybrana „Ulubienicą Penthouse”. W grudniu 2009 i październiku 2010 pozowała nago do magazynu „Playboy”. W latach 2007–2009 i 2012-2013 pracowała dla Kink.com w scenach sadomasochistycznych, takimi jak uległość, głębokie gardło, rimming, kobieca ejakulacja, fisting analny i pochwowy, pegging, plucie i bicie. Były to serie Device Bondage, Fucking Machines, Hogtied, Sex and Submission, Water Bondage, Whipped Ass i Wired Pussy z Stevenem St. Croixem, Cydem Blackiem, Triną Michaels, Isis Love, Savannah Stern, Riley Shy, Bree Barrett, Fushią, Satine Phoenix i Princess Donną.
8 kwietnia 2011, w wieku 23 lat, wycofała się z branży porno.
W marcu 2013 zajęła 10. miejsce w rankingu „Najlepsze aktorki porno wszech czasów” (Las mejores actrices porno de todos los tiempos), ogłoszonym przez hiszpański portal 20minutos.es.

### Działalność poza przemysłem porno

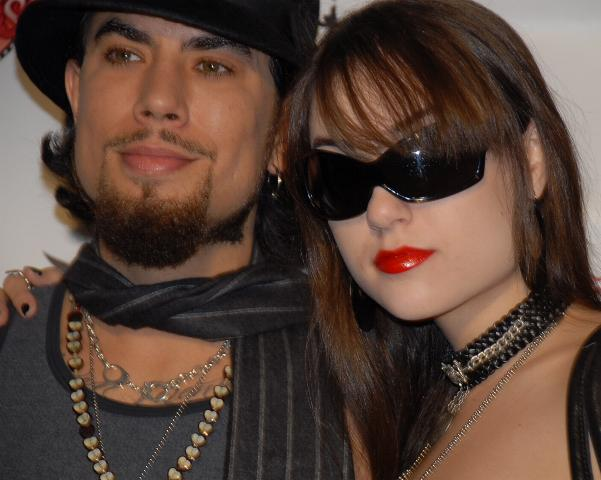
Dave Navarro z Grey (2007)

W grudniu 2008 trafiła na okładkę „Rolling Stone”. W 2008 podjęła współpracę z industrialną formacją aTelecine, obok Pablo St. Francisa, Anthony’ego D’Juana i Iana Cinnamona, z którą nagrała dwa EP: aVigillant Carpark (2009) i ...And Six Dark Hours Pass (2010). Wystąpiła w wideoklipie do utworu zespołu The Smashing Pumpkins Superchrist (2008), a w lutym 2011 − w teledysku Space Bound Eminema. Udzielała się również wokalnie na albumie Current 93 Aleph at Hallucinatory Mountain (2009), a także na płycie X-TG Desertshore (2012). Regularnie występowała też jako DJ w USA i Kanadzie, a 20 października 2012 także w Muzeum Inżynierii Miejskiej w Krakowie na Unsound Festival.
Od 2009 występowała w filmach głównego nurtu. Zagrała główną rolę w filmie Dziewczyna zawodowa Stevena Soderbergha. Rok później otrzymała rolę w serialu HBO Ekipa (Entourage, 2010).
Na początku 2010 wzięła udział w kampanii PETA, promując sterylizację psów i kotów. Uczestniczyła w projekcie artystycznym aTelecine, który zaowocował wydaniem płyty A Vigilant Carpark. Pracowała jako modelka dla francuskiego projektanta Maxa Azrii oraz włoskiej firmy obuwniczej Forfex. W 2012 wzięła udział w sesji zdjęciowej Terry’ego Richardsona.
W listopadzie 2011 stała się obiektem skandalu po tym, jak zadeklarowała swoją pomoc na rzecz programu edukacyjnego dla dzieci Czytaj w Ameryce, została także zaproszona jako „gwiazda filmowa” do podstawówki Emerson Elementary School w Compton, co wywołało następnie ogromną falę krytyki w mediach, a Krajowe Zrzeszenie Edukacyjne (NEA), największy związek zawodowy nauczycieli w USA, odcięło się zdecydowanie od Grey. W 2013 zadebiutowała na rynku literackim powieścią Klub Julietty, która określana była jako erotyczna wersja Podziemnego kręgu Chucka Palahniuka.
Prowadzi też kanał na platformie Twitch.

## Życie prywatne
Jest biseksualna i deklaruje się jako ateistka. Była związana z Dave’em Navarro (2008) i Ianem Prestonem Cinnamonem (2009-2014).

## Nagrody
| Rok  | Nagroda                             | Kategoria                               | Film                                      | Inni wykonawcy |
| ---- | ----------------------------------- | --------------------------------------- | ----------------------------------------- | --- |
| 2007 | AVN Award                           | Najlepsza scena triolizmu               | Fuck Slaves 1 (2006)                      | Sandra Romain i Manuel Ferrara |
| 2007 | AVN Award                           | Najlepsza scena seksu grupowego - wideo | Fashionistas Safado: The Challenge (2006) | Belladonna, Melissa Lauren, Jenna Haze, Gianna, Sandra Romain, Adrianna Nicole, Flower Tucci, Erik Everhard, Nicole Sheridan, Marie Luv, Caroline Pierce, Lea Baren, Jewell Marceau, Jean Val Jean, Christian XXX, Voodoo, Chris Charming, Mr. Pete i Rocco Siffredi |
| 2007 | Adam Film World Guide Award         | Marzenie nastolatek roku                | -                                         | - |
| 2007 | XRCO Award                          | Najlepsza Nowa Gwiazdka                 | -                                         | - |
| 2007 | Adultcon Top 20 Adult Actresses     | -                                       | -                                         | - |
| 2008 | AVN Award                           | Wykonawczyni roku                       | -                                         | - |
| 2008 | AVN Award                           | Najlepsza scena seksu oralnego - wideo  | Babysitters (2007)                        | Charles Dera, Jerry, Jay Lassiter i Sascha |
| 2008 | XRCO Award                          | Wykonawczyni roku                       | -                                         | - |
| 2009 | XRCO Award                          | Ulubienica dla dorosłych Mainstream     | -                                         | - |
| 2009 | Genesis Unveils 11th Annual Hot 100 | Genesis Number One Pornstar of The Year | -                                         | - |
| 2010 | AVN Award                           | Crossoverowa gwiazda roku               | -                                         | - |
| 2010 | AVN Award                           | Najlepsza scena seksu analnego          | Anal Cavity Search 6 (2009)               | Erik Everhard |
| 2010 | AVN Award                           | Najlepsza scena seksu oralnego          | Throat: A Cautionary Tale (2008)          | Evan Stone |
| 2010 | XBIZ Award                          | Crossoverowa gwiazda roku               | -                                         | - |
| 2010 | XRCO Award                          | Ulubienica dla dorosłych Mainstream     | -                                         | - |
| 2010 | F.A.M.E. Awards                     | Ulubiona gwiazdka seksu oralnego        | -                                         | - |
| 2023 | AVN Award                           | AVN Awards Hall of Fame (Aleja Sław)    | –                                         | – |
| 2023 | XRCO Award                          | XRCO Awards Hall of Fame (Aleja Sław)   | –                                         | – |

## Filmografia
| Rok  | Tytuł                                                               | Rola                     | Reżyser                  |
| ---- | ------------------------------------------------------------------- | ------------------------ | ------------------------ |
| 2007 | Homo Erectus                                                        | Cavegirl                 | Adam Rifkin              |
| 2008 | 9to5: Days in Porn (film dokumentalny)                              | w roli samej siebie      | Jens Hoffmann            |
| 2008 | The Machine of Hate (film dokumentalny)                             | w roli samej siebie      | Johnathan Santiago       |
| 2008 | Eric Kroll: A Photographer's Life (film dokumentalny)               | w roli samej siebie      | Elia Katz                |
| 2009 | The Girlfriend Experience                                           | Chelsea/Christine Brown, | Steven Soderbergh        |
| 2009 | Smash Cut                                                           | April Carson,            | Lee Demarbre             |
| 2010 | Quit                                                                | Mini Mart Clerk 2        | Dick Rude                |
| 2010 | Ekipa (Entourage, serial TV, 6 odcinków)                            | w roli samej siebie      | Doug Ellin, David Nutter |
| 2011 | I Melt with You                                                     | Raven                    | Mark Pellington          |
| 2011 | Skinny Dip                                                          | Holly Haven              | Frankie Latina           |
| 2012 | Would You Rather                                                    | Amy                      | David Guy Levy           |
| 2012 | The Girl from the Naked Eye                                         | Lena                     | David Ren                |
| 2014 | Link do zbrodni (Open Windows)                                      | Jill Goddard             | Nacho Vigalondo          |
| 2014 | The Scribbler                                                       | Bunny                    | John Suits               |
| 2016 | X-Rated 2: The Greatest Adult Stars of All-Time (film dokumentalny) | Raven                    | Bryn Pryor               |

## Teledyski
| Rok  | Tytuł           | Rola             | Artysta               |
| ---- | --------------- | ---------------- | --------------------- |
| 2008 | „Birthday Girl” | solenizantka     | The Roots             |
| 2008 | „Superchrist”   | tancerka         | The Smashing Pumpkins |
| 2011 | „Space Bound”   | dziewczyna       | Eminem                |
| 2014 | „Toxic"         | czarny charakter | David J               |

## Publikacje
- Sasha Grey: Neü sex. Vice Books, 2011. ISBN 978-1-57687-556-8.
- Sasha Grey: The Juliette Society. Grand Central Publishing, 2013. ISBN 978-1-4555-9945-5.